# 马雷克·多皮耶拉瓦
马雷克·多皮耶拉瓦（波蘭語：Marek Dopierała，1960年7月30日—），波兰男子皮划艇运动员。他曾代表波兰参加1980年和1988年夏季奥林匹克运动会皮划艇比赛，获得一枚银牌和一枚铜牌。